# TER Basse-Normandie
Le TER Basse-Normandie était le réseau de services délivrés par la SNCF sous le label TER cofinancés par l'ancienne région administrative Basse-Normandie. Les services sont délivrés depuis 2017 par TER Normandie.
Le réseau du TER Basse-Normandie est structuré autour de deux radiales d'envergure nationale, que sont les axes Paris - Caen - Cherbourg et Paris - Granville, et de deux transversales. Le TER Basse-Normandie a représenté, en 2009, plus de 11 200 voyages quotidiens effectués sur 699 km de voies ferrées avec 46 gares et points d'arrêt, réalisés au moyen de 120 circulations de trains (TER et Intercités) et 48 circulations d'autocars sur sept liaisons ferroviaires et trois lignes routières conventionnées par la région.

## Histoire

### Le transport régional avant la décentralisation
En 1960, le trafic régional et local est assuré surtout par les trains omnibus, qui incluent les trains directs ou semi-directs. Dans l'actuelle région Basse-Normandie, ce trafic est alors moyennement développé et comporte généralement trois à cinq aller-retours quotidiens par ligne. Une densité de trafic supérieur est constatée entre Mézidon et Caen, tronc commun des relations vers Rouen, Tours et Paris, ainsi que sur la courte section entre Folligny et Granville. Par contre, la section de L'Aigle - Surdon de la ligne de Saint-Cyr à Surdon ; la section Flers - Folligny de la ligne d'Argentan à Granville ; et la section Folligny - Dol de la ligne de Lison à Lamballe ne présentent que deux aller-retours omnibus.
La SNCF n'ayant pu atteindre l'équilibre financier à la fin de l'exercice 1973, le ministère des Finances fixe l'objectif de reporter les services omnibus sur 10 000 km de voies ferrées sur la route, chiffre bientôt porté à 12 500 km. Quand Jacques Chirac devient Premier ministre le 27 mai 1974, il décrète rapidement l'arrêt des transferts sur route autoritaires et propose d'attendre tout d'abord l'élaboration des premiers schémas régionaux de transport (SRT) décidée le 6 mars 1974. Six régions sont choisies comme régions pilotes, dont la région Basse-Normandie ne fait pas partie, mais le principe est progressivement étendu sur toutes les régions jusqu'en 1977. La Haute-Normandie entame l'élaboration de son SRT en 1976. Les régions vont se voir se confier l'organisation des services omnibus, avec l'idée sous-jacente qu'elles vont fermer des lignes rurales pour utiliser les économies réalisées pour l'amélioration des dessertes déclarées d'intérêt régional par le SRT. Le but global est l'amélioration des transports collectifs sans coûts supplémentaires pour la collectivité. Mais pour le moment, le SRT Haute-Normandie reste sans suites. Cinq ans plus tard, la Région utilise pour une première fois la possibilité de conventionner de la desserte d'une ligne, Paris - Argentan - Granville, avec l'antenne de Briouze à Bagnoles-de-l'Orne. Est concernée la desserte express uniquement, et la Région acquiert sept EAD X 4750 (n° X 4790 à 4796) de la part de la SNCF.
La LOTI, promulguée le 30 décembre 1982, encourage la décentralisation des transports, sans pour autant définir un cadre précis. Puis, la loi du 7 janvier 1983 sur la répartition des compétences entre les communes, les départements, les régions et l'État donne le coup d'envoi à la décentralisation sur un plan plus général, avec, entre autres, l'instauration du suffrage universel des Conseillers régionaux. Sur le plan des transports ferroviaires régionaux, l'attitude de l'État reste ambivalente. En effet, il ne veut pas doter les régions des budgets nécessaires leur permettant de se substituer à l'État pour le versement de la contribution d'équilibre des services SNCF d'intérêt régional. Il craint que les régions puissent détourner ces fonds de leur destination initiale et ne réduisent les services ferroviaires, ce qui n'est plus souhaité, contrairement aux années 1970. De ce fait, la décentralisation des services ferroviaires ne peut être que facultative, l'Étant l'encourageant toutefois et souhaite que les régions s'investissent dans leur amélioration.

### De la naissance du TER jusqu'à la régionalisation
Le TER Basse-Normandie est lancé en 1986 à la suite de la mise en place d'une nouvelle politique commerciale de la SNCF sur le plan des transports régionaux, souhaitant affirmer davantage sa propre identité d'entreprise en mettant fin, notamment, aux décorations des trains suivant les souhaits des régions. « TER » traduit une stratégie commerciale reposant sur la marque TER avec son logo et sa décoration, sorte de label de qualité ; la charte TER signée entre la SNCF et les régions qui le souhaitent ; et la gamme commerciale TER. Elle s'exprime à travers l'information voyageurs, la promotion et la communication institutionnelle. Parmi les quatre coloris que la SNCF propose pour la livrée du matériel TER, la région Basse-Normandie choisit le bleu. Le TER veut rajeunir l'image des transports ferroviaires régionaux, jusque-là négligés et souffrant d'une mauvaise image. Pour la première fois, une telle initiative est mise en œuvre sur le plan national et s'accompagne de conventions avec toutes les régions (sauf trois, retardataires). En juillet 1986, la région signe donc sa convention d'exploitation avec la SNCF, reprenant l'ancienne convention sur la desserte Paris-Montparnasse - Granville . Ce début de conventionnement global coïncide à peu près avec l'instauration du TER, mais est en fait un développement indépendant issu de la politique de décentralisation.
Avec l'arrivée d'une nouvelle direction à la tête de la SNCF en 1988, le Service d'action régionale (SAR) créé le 1er mars 1983 est rattaché au directeur-général adjoint responsable du service commercial, et l'accent est mis sur le TGV au détriment des express d'intérêt régional. C'est ainsi que les voitures directes saisonnières Paris-Montparnasse - Bagnoles-de-l'Orne sont supprimées fin septembre 1991, contre l'avis du SAR et en dépit du conventionnement de ce service par la Région. La ligne de Briouze à Bagnoles-de-l'Orne perd de ce fait son dernier train de voyageurs et est fermée au trafic. C'est le seul transfert sur route entrepris par la Région, mais un grand nombre de lignes avait déjà été fermé entre 1969 et 1971. Par ailleurs, la Basse-Normandie est en 1990 la région qui a le plus recours aux services mixtes train / autocar, concernant 41,2 % du réseau ferré exploité en service voyageurs.
L'instauration de la marque TER ne s'accompagne pas de la mise en service de nouveaux matériels en Basse-Normandie, mais la région demande à la SNCF la rénovation de ses sept X 4750, à l'instar des rénovations lourdes de vingt-six engins de cette série pour la région Champagne-Ardenne exécutées à la même époque. Parallèlement, la Région finance la rénovation de six X 4500 de la SNCF, pour une remise en service entre 1987 et 1989. Les EAD ne sont plus utilisés sur les express de Granville depuis 1987 mais circulent sur toutes les autres lignes de la région. Si entre 1985 et 1992, la Région n'investit que modérément dans le matériel roulant pour un total de 43 300 000 francs, elle assure la plus importante participation régionale sur un projet d'infrastructure, à savoir l'électrification de la ligne de Mantes-la-Jolie à Cherbourg avec l'antenne de Lisieux à Trouville - Deauville. En effet, elle prend en charge 341 800 000 francs sur les 370 610 000 francs que coûte l'opération, plaçant la région en troisième place des régions françaises (hors Île-de-France et Corse) sur le plan des investissements ferroviaires, voire en seconde place pour les investissements dans l'infrastructure ferroviaire. Après la fin de l'électrification Mantes - Cherbourg en juin 1996, les EAD sont bientôt remplacés sur cette ligne par des rames inox omnibus (RIO), livrées en 1998 mais issues en fait de la rénovation de rames inox de banlieue (RIB) du début des années 1960. Dès l'achèvement de ce grand projet d'électrification, commence la modernisation de l'infrastructure de la ligne Dreux - Granville pour porter sa vitesse plafond de 110 km/h-140 km/h à 140 km/h-160 km/h, en sacrifiant partiellement la deuxième voie pour améliorer les rayons de courbe sans sortir des emprises. Les travaux durent trois ans et apportent un gain de temps d'une demi-heure sur les trajets Paris - Granville, partiellement au prix de suppressions d'arrêts dans les petites gares. La Basse-Normandie finance 593 000 000 francs sur les 900 000 000 francs que coûte le projet (hors matériel roulant), alors que la SNCF ne sort que 124 000 000 francs de sa poche.
Contrairement à sa voisine la région Haute-Normandie, le TER reste toujours légèrement bénéficiaire en Basse-Normandie pendant les premières années. Alors que la Haute-Normandie connaît une baisse spectaculaire du nombre de voyageurs dans les trains régionaux de l'ordre de 38 % entre 1990 et 1996, cette baisse frappant la moitié des régions françaises est moitié moins importante en Basse-Normandie, voire négligeable en regardant les voyageurs-km (environ 5 % sur la période considérée). Ce n'est pas pour autant que la Région vit cette période difficile pour le TER sans difficultés, car à partir de l'exercice 1993, la SNCF décharge sur les régions les déficits de ses express d'intérêt régional (EIR), catégorie récemment définie par la société nationale. Elle demande aux régions de les intégrer dans le conventionnement des TER et réduit en même temps l'offre de ce type de trains pour donner plus d'ampleur à sa requête, si bien que les régions cèdent devant la crainte de voir disparaître ces services. La Basse-Normandie est justement la région où les EIR ont la plus grande importance, avec légèrement plus de trains-km que les TER (52,12 % des trains-km TER+EIR, contre 14,01 % sur le plan national). Ils représentent, en Basse-Normandie, deux fois plus de voyageurs que les TER et sont occupés par quatre-vingt-deux voyageurs en moyenne, mais n'atteignent qu'un taux de couverture de 50 %. Chaque voyageur-km produit, selon la comptabilité de la SNCF, un déficit de 49 francs. L'engagement de la Région sauve de justesse la ligne Coutances - Dol, dont l'infrastructure avait été négligée par la SNCF en vue d'une fermeture, déjà décidée pour le service d'été 1992. La protestation des usagers, des riverains et de nombreux élus empêchent cette mesure et ont comme résultat la reprise par la région. Dans le même ordre, à la suite de l'électrification de l'antenne de Trouville -Deauville, mettant fin à l'emploi des rames à turbine à gaz, la SNCF souhaite fermer la ligne non électrifiée de Trouville - Deauville à Dives - Cabourg car la mise en place de trains directs depuis Paris n'est désormais plus opportun. À partir de l'été 1996, en donnant suite aux protestations de la population et des élus locaux, la région finance donc des navettes par autorail sur la ligne de la Côte Fleurie. La réinstauration d'un service tout au long de l'année est d'ores et déjà annoncée, mais se fera encore attendre pendant plusieurs années. Le prolongement d'un kilomètre de la gare de Dives - Cabourg au centre de Cabourg n'a pas encore été réalisé, pas plus que le renouvellement de l'infrastructure avec ses antiques rails à double champignon limitant la vitesse à 70 km/h.
Les réflexions sur une régionalisation plus importante entrent dans une phase décisive en 1996. L'offre TER en cette année servira de référence au calcul des compensations financières futures que les régions verseront elles-mêmes à la SNCF, ce qui donne lieu à un état des lieux de la situation du TER. En Basse-Normandie, comme dans sept autres régions, le niveau d'offre est inférieur à la moyenne (environ 2 train-km par habitant) et le niveau d'usage en voyageurs-km par habitant également. Le niveau du déficit du trafic régional par habitant est également inférieur à la moyenne nationale. Une expérimentation du transfert total de la responsabilité pour l'organisation des transports régionaux vers les Conseils régionaux est menée dans six régions-pilotes. Les expériences gagnées sont décisives pour la généralisation du conventionnement global des services TER par la loi relative à la solidarité et au renouvellement urbains (SRU), promulgué le 13 décembre 2000, à compter du 1er janvier 2002. Les régions deviennent en même temps autorités organisatrices de transports et se substituent à l'État pour le versement des contributions à la SNCF en vertu du trafic régional.

### Depuis la régionalisation en 2002
Début 2002, le Conseil régional devient autorité organisatrice de transports. À la suite de la fusion des régions, l'autorité organisatrice des transports est devenue la région Normandie, qui conserve la propriété du matériel roulant.

### Identité visuelle (logotype)

Le logo de 2002 à 2014.
Le logo depuis 2014.

## Relations TER

### Par rail

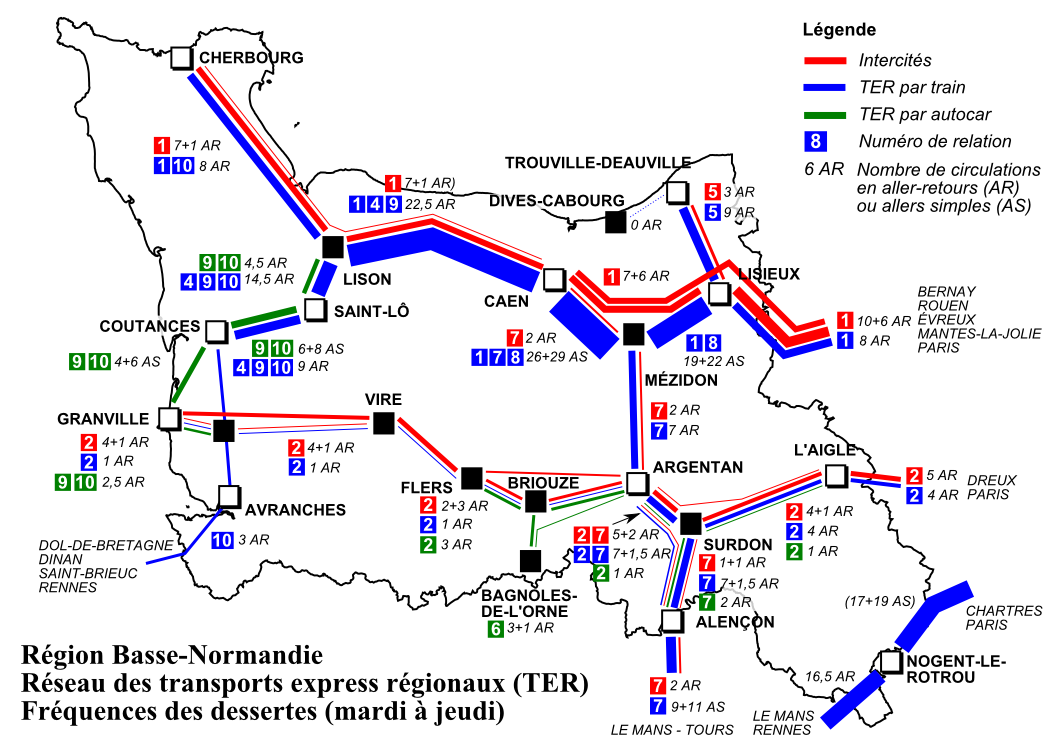
Fréquences des dessertes les jours-type de pleine semaine (mardi à jeudi), 2012.

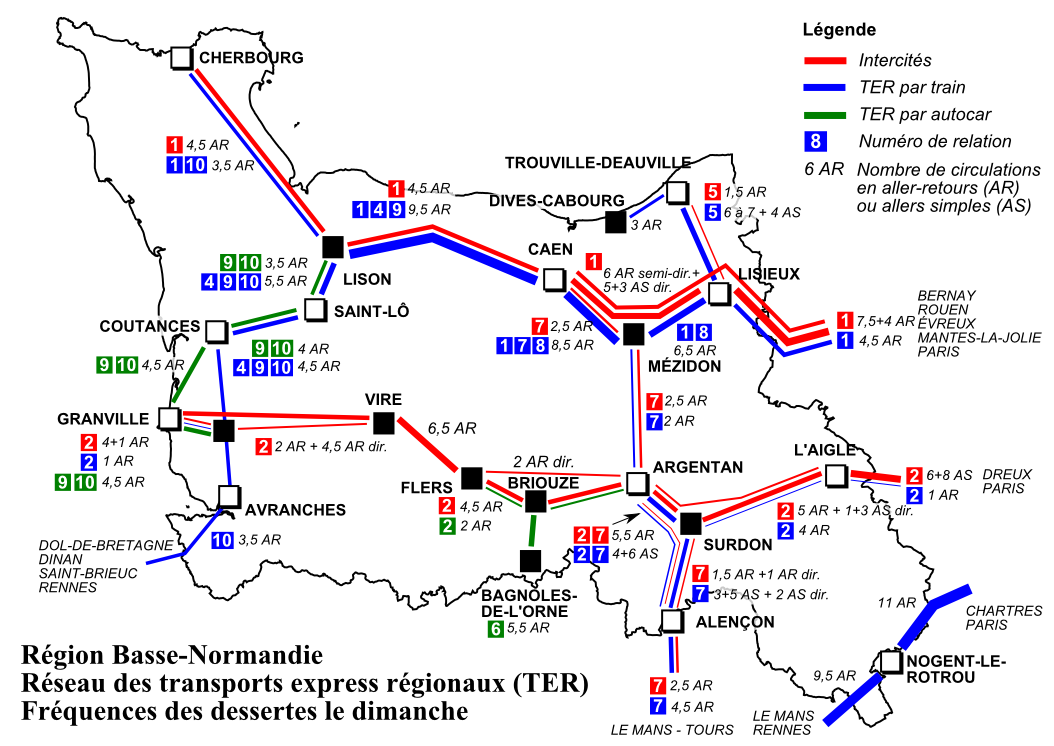
Fréquences le dimanche, 2012.

La desserte par rail du TER Basse-Normandie couvre la totalité des lignes classiques exploitées en service voyageurs au sein de la région, sauf la ligne de Chartres au Mans dont les TER sont gérées par les régions Région Centre et Pays de la Loire. Le TER Haute-Normandie a représenté, en 2009, plus de 11 200 voyages quotidiens effectués sur 699 km de voies ferrées avec 46 gares et points d'arrêt, réalisés au moyen de 120 circulations de trains (TER et Intercités) sur les sept liaisons ferroviaires conventionnées par la région. La section de Trouville-Deauville à Dives-Cabourg de la relation n° 5 ne fonctionne quotidiennement que pendant les vacances scolaires d'été. Le reste de l'année, la desserte est réduite à un petit nombre de trains le week-end (un train le vendredi soir, deux à quatre aller-retours le samedi, trois aller-retours le dimanche, un train le lundi matin).
Six points d'arrêt (notamment sur la ligne d'Argentan à Granville) ne conservent plus qu'une desserte résiduelle, avec deux aller-retours par jour ou moins, voire des arrêts dans un seul sens. Les trois gares de Bretoncelles, Condé-sur-Huisne et Le Theil - La Rouge sont situées sur la ligne de Chartres au Mans isolée du reste du réseau régional.
Les relations desservies par des trains TER sont résumées dans le tableau ci-dessous. Sur plusieurs lignes, les trains sont complétés par des autocars. Ces services étant repris par le tableau de la section suivante, le tableau n'en tient pas compte. Dans la colonne Horaires, sont indiqués le premier départ de la gare nommée en dernier lieu, et le dernier départ de la gare en dernier lieu. Est considérée comme fonctionnant en soirée une ligne dont le dernier départ a lieu après 20 h 30, si ce train effectue la totalité du parcours. Sur des parcours partiels, les lignes peuvent donc fonctionner en soirée sans que cela soit indiqué dans le tableau. Ces renseignements se portent sur le cas le plus représentatif, soit les jours du lundi au vendredi hors jours fériés. La durée du voyage peut varier en fonction des différents services, les horaires n'étant pas cadencés. Est indiquée la durée du voyage la plus représentative, s'appliquant aux trains couvrant l'ensemble de la relation, qui le plus souvent ne s'arrêtent pas dans l'ensemble des gares.
| Ligne      | Caractéristiques | Caractéristiques | Caractéristiques | Caractéristiques | Caractéristiques | Caractéristiques | Caractéristiques | Caractéristiques | Caractéristiques | Illustration |
| ---------- | --- | --- | --- | --- | --- | --- | --- | --- | --- | ------------ |
| 1          | PARIS-SAINT-LAZARE ↔ Évreux-Normandie ↔ Lisieux ↔ Mézidon ↔ Caen ↔ Bayeux - Lison ↔ CHERBOURG                             | PARIS-SAINT-LAZARE ↔ Évreux-Normandie ↔ Lisieux ↔ Mézidon ↔ Caen ↔ Bayeux - Lison ↔ CHERBOURG                             | PARIS-SAINT-LAZARE ↔ Évreux-Normandie ↔ Lisieux ↔ Mézidon ↔ Caen ↔ Bayeux - Lison ↔ CHERBOURG                             | PARIS-SAINT-LAZARE ↔ Évreux-Normandie ↔ Lisieux ↔ Mézidon ↔ Caen ↔ Bayeux - Lison ↔ CHERBOURG                             | PARIS-SAINT-LAZARE ↔ Évreux-Normandie ↔ Lisieux ↔ Mézidon ↔ Caen ↔ Bayeux - Lison ↔ CHERBOURG                             | PARIS-SAINT-LAZARE ↔ Évreux-Normandie ↔ Lisieux ↔ Mézidon ↔ Caen ↔ Bayeux - Lison ↔ CHERBOURG                             | PARIS-SAINT-LAZARE ↔ Évreux-Normandie ↔ Lisieux ↔ Mézidon ↔ Caen ↔ Bayeux - Lison ↔ CHERBOURG                             | PARIS-SAINT-LAZARE ↔ Évreux-Normandie ↔ Lisieux ↔ Mézidon ↔ Caen ↔ Bayeux - Lison ↔ CHERBOURG                             | PARIS-SAINT-LAZARE ↔ Évreux-Normandie ↔ Lisieux ↔ Mézidon ↔ Caen ↔ Bayeux - Lison ↔ CHERBOURG                             |              |
|            | Longueur 370,4 km | Durée 3 h 04 | Nb. arrêts 24 | Soirée / Dimanche - Férié · /                                                                                             | Horaires 5 h 52 - 20 h 45                                                                                                 | Réseau TER Haute-Normandie / Basse-Normandie                                                                              | | | |              |
|            | | | | | | | | | |              |
| 2          | PARIS MONTPARNASSE II VAUGIRARD ↔ Dreux ↔ L'Aigle ↔ Surdon ↔ Argentan ↔ Flers ↔ Folligny ↔ GRANVILLE                      | PARIS MONTPARNASSE II VAUGIRARD ↔ Dreux ↔ L'Aigle ↔ Surdon ↔ Argentan ↔ Flers ↔ Folligny ↔ GRANVILLE                      | PARIS MONTPARNASSE II VAUGIRARD ↔ Dreux ↔ L'Aigle ↔ Surdon ↔ Argentan ↔ Flers ↔ Folligny ↔ GRANVILLE                      | PARIS MONTPARNASSE II VAUGIRARD ↔ Dreux ↔ L'Aigle ↔ Surdon ↔ Argentan ↔ Flers ↔ Folligny ↔ GRANVILLE                      | PARIS MONTPARNASSE II VAUGIRARD ↔ Dreux ↔ L'Aigle ↔ Surdon ↔ Argentan ↔ Flers ↔ Folligny ↔ GRANVILLE                      | PARIS MONTPARNASSE II VAUGIRARD ↔ Dreux ↔ L'Aigle ↔ Surdon ↔ Argentan ↔ Flers ↔ Folligny ↔ GRANVILLE                      | PARIS MONTPARNASSE II VAUGIRARD ↔ Dreux ↔ L'Aigle ↔ Surdon ↔ Argentan ↔ Flers ↔ Folligny ↔ GRANVILLE                      | PARIS MONTPARNASSE II VAUGIRARD ↔ Dreux ↔ L'Aigle ↔ Surdon ↔ Argentan ↔ Flers ↔ Folligny ↔ GRANVILLE                      | PARIS MONTPARNASSE II VAUGIRARD ↔ Dreux ↔ L'Aigle ↔ Surdon ↔ Argentan ↔ Flers ↔ Folligny ↔ GRANVILLE                      |              |
|            | Longueur 325,1 km | Durée 3 h 15 | Nb. arrêts 23 | Soirée / Dimanche - Férié · Non /                                                                                         | Horaires 6 h 00 - 19 h 43                                                                                                 | Réseau TER Haute-Normandie / Basse-Normandie                                                                              | | | |              |
|            | | | | | | | | | |              |
| 3 / 7      | CAEN ↔ Mézidon ↔ Argentan ↔ Surdon ↔ Alençon ↔ LE MANS (Caen ↔ Mézidon : voir aussi 1 ; Argentan ↔ Surdon : voir aussi 2) | CAEN ↔ Mézidon ↔ Argentan ↔ Surdon ↔ Alençon ↔ LE MANS (Caen ↔ Mézidon : voir aussi 1 ; Argentan ↔ Surdon : voir aussi 2) | CAEN ↔ Mézidon ↔ Argentan ↔ Surdon ↔ Alençon ↔ LE MANS (Caen ↔ Mézidon : voir aussi 1 ; Argentan ↔ Surdon : voir aussi 2) | CAEN ↔ Mézidon ↔ Argentan ↔ Surdon ↔ Alençon ↔ LE MANS (Caen ↔ Mézidon : voir aussi 1 ; Argentan ↔ Surdon : voir aussi 2) | CAEN ↔ Mézidon ↔ Argentan ↔ Surdon ↔ Alençon ↔ LE MANS (Caen ↔ Mézidon : voir aussi 1 ; Argentan ↔ Surdon : voir aussi 2) | CAEN ↔ Mézidon ↔ Argentan ↔ Surdon ↔ Alençon ↔ LE MANS (Caen ↔ Mézidon : voir aussi 1 ; Argentan ↔ Surdon : voir aussi 2) | CAEN ↔ Mézidon ↔ Argentan ↔ Surdon ↔ Alençon ↔ LE MANS (Caen ↔ Mézidon : voir aussi 1 ; Argentan ↔ Surdon : voir aussi 2) | CAEN ↔ Mézidon ↔ Argentan ↔ Surdon ↔ Alençon ↔ LE MANS (Caen ↔ Mézidon : voir aussi 1 ; Argentan ↔ Surdon : voir aussi 2) | CAEN ↔ Mézidon ↔ Argentan ↔ Surdon ↔ Alençon ↔ LE MANS (Caen ↔ Mézidon : voir aussi 1 ; Argentan ↔ Surdon : voir aussi 2) |              |
|            | Longueur 166,9 km | Durée 1 h 10 | Nb. arrêts 18 | Soirée / Dimanche - Férié · Non /                                                                                         | Horaires 6 h 57 - 20 h 00                                                                                                 | Réseau TER Basse-Normandie / Pays de la Loire                                                                             | | | |              |
|            | | | | | | | | | |              |
| 4 / 9 / 10 | LISON ↔ Saint-Lô ↔ Coutances ↔ Folligny ↔ Avranches ↔ Pontorson - Le Mont-Saint-Michel ↔ DOL-DE-BRETAGNE                  | LISON ↔ Saint-Lô ↔ Coutances ↔ Folligny ↔ Avranches ↔ Pontorson - Le Mont-Saint-Michel ↔ DOL-DE-BRETAGNE                  | LISON ↔ Saint-Lô ↔ Coutances ↔ Folligny ↔ Avranches ↔ Pontorson - Le Mont-Saint-Michel ↔ DOL-DE-BRETAGNE                  | LISON ↔ Saint-Lô ↔ Coutances ↔ Folligny ↔ Avranches ↔ Pontorson - Le Mont-Saint-Michel ↔ DOL-DE-BRETAGNE                  | LISON ↔ Saint-Lô ↔ Coutances ↔ Folligny ↔ Avranches ↔ Pontorson - Le Mont-Saint-Michel ↔ DOL-DE-BRETAGNE                  | LISON ↔ Saint-Lô ↔ Coutances ↔ Folligny ↔ Avranches ↔ Pontorson - Le Mont-Saint-Michel ↔ DOL-DE-BRETAGNE                  | LISON ↔ Saint-Lô ↔ Coutances ↔ Folligny ↔ Avranches ↔ Pontorson - Le Mont-Saint-Michel ↔ DOL-DE-BRETAGNE                  | LISON ↔ Saint-Lô ↔ Coutances ↔ Folligny ↔ Avranches ↔ Pontorson - Le Mont-Saint-Michel ↔ DOL-DE-BRETAGNE                  | LISON ↔ Saint-Lô ↔ Coutances ↔ Folligny ↔ Avranches ↔ Pontorson - Le Mont-Saint-Michel ↔ DOL-DE-BRETAGNE                  |              |
|            | Longueur 137,5 km | Durée 1 h 50 | Nb. arrêts 9 | Soirée / Dimanche - Férié · Non /                                                                                         | Horaires 6 h 23 - 18 h 02                                                                                                 | Réseau TER Basse-Normandie / Bretagne                                                                                     | | | |              |
|            | | | | | | | | | |              |
| 5          | LISIEUX ↔ Pont-l'Évêque ↔ TROUVILLE-DEAUVILLE ↔ Houlgate ↔ DIVES-CABOURG                                                  | LISIEUX ↔ Pont-l'Évêque ↔ TROUVILLE-DEAUVILLE ↔ Houlgate ↔ DIVES-CABOURG                                                  | LISIEUX ↔ Pont-l'Évêque ↔ TROUVILLE-DEAUVILLE ↔ Houlgate ↔ DIVES-CABOURG                                                  | LISIEUX ↔ Pont-l'Évêque ↔ TROUVILLE-DEAUVILLE ↔ Houlgate ↔ DIVES-CABOURG                                                  | LISIEUX ↔ Pont-l'Évêque ↔ TROUVILLE-DEAUVILLE ↔ Houlgate ↔ DIVES-CABOURG                                                  | LISIEUX ↔ Pont-l'Évêque ↔ TROUVILLE-DEAUVILLE ↔ Houlgate ↔ DIVES-CABOURG                                                  | LISIEUX ↔ Pont-l'Évêque ↔ TROUVILLE-DEAUVILLE ↔ Houlgate ↔ DIVES-CABOURG                                                  | LISIEUX ↔ Pont-l'Évêque ↔ TROUVILLE-DEAUVILLE ↔ Houlgate ↔ DIVES-CABOURG                                                  | LISIEUX ↔ Pont-l'Évêque ↔ TROUVILLE-DEAUVILLE ↔ Houlgate ↔ DIVES-CABOURG                                                  |              |
|            | Longueur 51,5 km | Durée 1 h 00 | Nb. arrêts 9 | Soirée / Dimanche - Férié · Non /                                                                                         | Horaires 9 h 13 - 19 h 35                                                                                                 | Réseau TER Basse-Normandie                                                                                                | | | |              |
|            | | | | | | | | | |              |
| 8          | ROUEN RIVE-DROITE ↔ Bernay ↔ Lisieux ↔ Mézidon ↔ CAEN (Caen ↔ Mézidon : voir aussi 1)                                     | ROUEN RIVE-DROITE ↔ Bernay ↔ Lisieux ↔ Mézidon ↔ CAEN (Caen ↔ Mézidon : voir aussi 1)                                     | ROUEN RIVE-DROITE ↔ Bernay ↔ Lisieux ↔ Mézidon ↔ CAEN (Caen ↔ Mézidon : voir aussi 1)                                     | ROUEN RIVE-DROITE ↔ Bernay ↔ Lisieux ↔ Mézidon ↔ CAEN (Caen ↔ Mézidon : voir aussi 1)                                     | ROUEN RIVE-DROITE ↔ Bernay ↔ Lisieux ↔ Mézidon ↔ CAEN (Caen ↔ Mézidon : voir aussi 1)                                     | ROUEN RIVE-DROITE ↔ Bernay ↔ Lisieux ↔ Mézidon ↔ CAEN (Caen ↔ Mézidon : voir aussi 1)                                     | ROUEN RIVE-DROITE ↔ Bernay ↔ Lisieux ↔ Mézidon ↔ CAEN (Caen ↔ Mézidon : voir aussi 1)                                     | ROUEN RIVE-DROITE ↔ Bernay ↔ Lisieux ↔ Mézidon ↔ CAEN (Caen ↔ Mézidon : voir aussi 1)                                     | ROUEN RIVE-DROITE ↔ Bernay ↔ Lisieux ↔ Mézidon ↔ CAEN (Caen ↔ Mézidon : voir aussi 1)                                     |              |
|            | Longueur 163,5 km | Durée 1 h 40 | Nb. arrêts 10 | Soirée / Dimanche - Férié · Non /                                                                                         | Horaires 5 h 52 - 19 h 01                                                                                                 | Réseau TER Basse-Normandie / Haute-Normandie                                                                              | | | |              |
|            | | | | | | | | | |              |
| s.n.       | CHARTRES ↔ Condé-sur-Huisne ↔ Nogent-le-Rotrou ↔ LE MANS                                                                  | CHARTRES ↔ Condé-sur-Huisne ↔ Nogent-le-Rotrou ↔ LE MANS                                                                  | CHARTRES ↔ Condé-sur-Huisne ↔ Nogent-le-Rotrou ↔ LE MANS                                                                  | CHARTRES ↔ Condé-sur-Huisne ↔ Nogent-le-Rotrou ↔ LE MANS                                                                  | CHARTRES ↔ Condé-sur-Huisne ↔ Nogent-le-Rotrou ↔ LE MANS                                                                  | CHARTRES ↔ Condé-sur-Huisne ↔ Nogent-le-Rotrou ↔ LE MANS                                                                  | CHARTRES ↔ Condé-sur-Huisne ↔ Nogent-le-Rotrou ↔ LE MANS                                                                  | CHARTRES ↔ Condé-sur-Huisne ↔ Nogent-le-Rotrou ↔ LE MANS                                                                  | CHARTRES ↔ Condé-sur-Huisne ↔ Nogent-le-Rotrou ↔ LE MANS                                                                  |              |
|            | Longueur 123,8 km | Durée 1 h 15 | Nb. arrêts 17 | Soirée / Dimanche - Férié · Non /                                                                                         | Horaires 7 h 20 - 19 h 30                                                                                                 | Réseau TER Centre-Val de Loire / Pays de la Loire                                                                         | | | |              |

### Par autocar
À une exception près, les services par autocar TER Basse-Normandie sont des dessertes complémentaires à la desserte ferroviaire le long d'axes toujours desservis par des trains, à l'exception toutefois de la relation n° 6 Briouze - Bagnoles-de-l'Orne qui remplace une ligne de chemin de fer fermée. Se distinguent toutefois une relation ne suivant pas strictement le parcours des lignes de chemin de fer : la relation n° 9 / 10 Coutances - Granville qui ne passe pas par la gare de Folligny. Sinon, les autocars comblent des lacunes dans l'horaire des trains, cas notamment de la relation no 4 Lison - Coutances, ou parent à la rareté des arrêts des trains dans certaines gares, notamment le long de la ligne Argentan - Granville, où curieusement des Intercités traversent la gare de correspondance de Folligny sans arrêt.
|        | Parcours                                                                               |
| ------ | -------------------------------------------------------------------------------------- |
| 2      | Argentan ↔ Flers, Surdon ↔ L'Aigle (1 AR / jour), Granville ↔ Vire (1 AR hebdomadaire) |
| 4      | Lison ↔ Saint-Lô ↔ Coutances                                                           |
| 5      | Gare de Trouville - Deauville ↔ Lisieux (1 AS / jour)                                  |
| 6      | Briouze ↔ La Ferté-Macé ↔ Bagnoles-de-l'Orne                                           |
| 9 / 10 | Coutances ↔ Granville et Granville ↔ Folligny                                          |

## Tarification
Les tarifs valables sur l'échelle nationale s'appliquent sur le TER Basse-Normandie également. En complément, la région propose des formules tarifaires spécifiques, se divisant en tarifs tout public et tarifs soumis à des conditions d'éligibilité.
À partir de 2017, les deux tarifications spécifiques des deux anciennes régions doivent être unifiées en une tarification propre à la nouvelle région.

### Tarifs tout public
La carte Liber'TER est une carte de réduction régionale valable tous les jours sur l'ensemble des relations TER, y inclus vers la région Haute-Normandie et vers Rennes. La réduction accordée est de 30 % tous les jours, sans réduction supplémentaire le week-end. Valable pendant un an, la carte Liber'TER est vendue au prix de 30 € (janvier 2012).
La carte Sillages Loisirs est une carte de réduction régionale valable le week-end et les jours fériés uniquement, sur les relations TER  au sein de la région (sans exceptions, contrairement aux autres offres). Pendant les mois de juillet et août, la carte est même valable tous les jours entre Trouville - Deauville et Dives-Cabourg. La réduction accordée est de 50 % pour le titulaire de la carte et un deuxième voyageur, et trois autres personnes peuvent les accompagner pour un prix forfaitaire de 0,15 € par personne. Valable pendant un an, la carte Sillages Loisirs est vendue au prix de 7 € (janvier 2012).
Sous le titre Liber'TER, la Région propose également des abonnements tout public permettant de bénéficier de jusqu'à 75 % de réduction par rapport au plein tarif de la SNCF, pour des déplacements quotidiens sur une relation choisie au sein de la région, vers la Haute-Normandie, les Pays de la Loire ou vers Rennes. Le taux de réduction est le même que pour les abonnements de travail SNCF, qui eux sont limités à des parcours inférieurs à 75 km et strictement réservés aux salariés. Les abonnements Liber'TER sont disponibles comme abonnements hebdomadaires, mensuels ou annuels (au prix de 10,5 mois). Il est possible d'opter pour la version Liber'TER plus incluant au choix les transports urbain de Caen, Alençon, Lisieux et / ou Cherbourg. Par ailleurs, les abonnements Liber'TER donnent droit à 25 % de réduction pour l'achat de billets SNCF pour des destinations à l'intérieur de la région, vers la Haute-Normandie et vers Rennes.

### Tarifs soumis à des conditions d'éligibilité
Sous le titre Boos'TER, la Région propose une gamme tarifaire calquée sur les offres tout public décrites ci-dessus, destinée aux jeunes de quinze à vingt-cinq ans. Le prix de la carte Boos'TER est par ailleurs identique à celui de la version tout public, mais la carte se distingue par un taux de réduction de 50 % sur toute la semaine. La réduction accordée sur présentation des abonnements Boos'TER en version mensuelle ou annuelle est quant à elle de 30 %.
Le tarif Solidari'TER Formation donne droit à 80 % de réduction lors de l'achat d'un abonnement ordinaire, pour se rendre vers un lieu de formation au sein de la région, à Dol-de-Bretagne ou à Rennes. Ce tarif est réservé aux apprentis et aux personnes en formation professionnelle sous financement public, sans conditions d'âge.
Le passeport Solidari'TER est une carte de réduction gratuite valable pour douze allers simples au sein d'une année, permettant d'acheter des billets à 80 % de réduction pour les destinations à l'intérieur de la région et vers Dol-de-Bretagne ou Rennes. Le passeport est destiné aux ménages dont les revenus mensuels ne dépassent pas 80 % du SMIC pour une personne ou 160 % du SMIC pour deux personnes qui travaillent. Leurs enfants de moins de vingt-six ans rattachés au foyer fiscal peuvent également en bénéficier. Pour obtenir le passeport, faut envoyer le formulaire de demande et les justficatifs requis à un centre de traitement.
Le billet Solidari'TER Emploi est un billet aller-retour gratuit permettant aux demandeurs d’emplois de se rendre à un entretien d'embauche au sein de la région ou dans une ville sur la ligne de Caen à Rennes par Dol-de-Bretagne. Pour obtenir le titre de transport, il faut se rendre à une agence Pôle emploi muni de la convocation à un entretien d'embauche et demander un bon Solidari'TER Emploi, échangeable gratuitement dans un billet aux guichets des gares.

## Matériel roulant

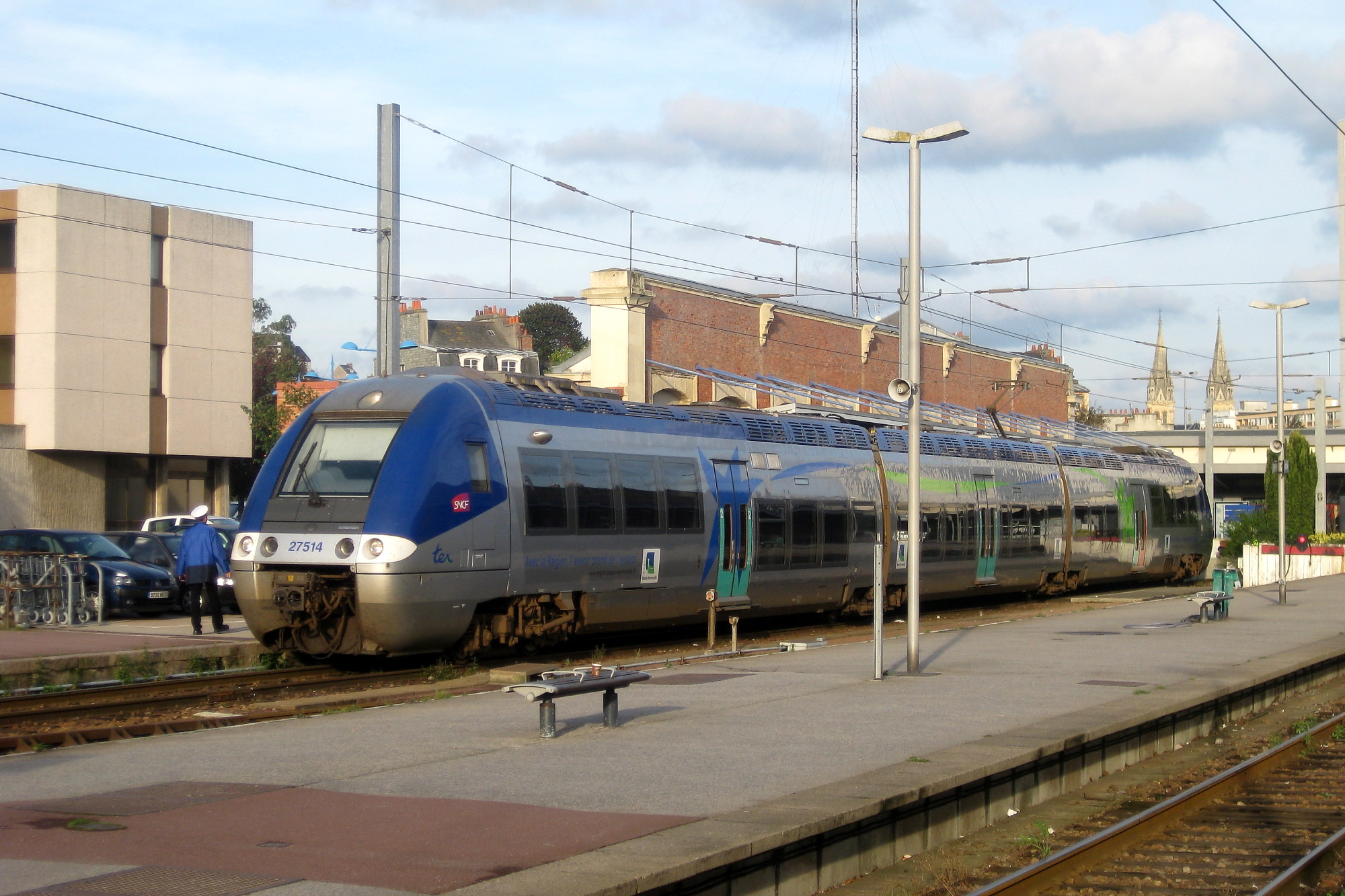
Un AGC électrique (Z 27500) tricaisse en gare de Cherbourg en 2009.

### Descriptif

#### Situation en 2014
Le parc du matériel roulant du TER Basse-Normandie est composé de 4 séries d'engins automoteurs dont 3 thermiques (X 4750, X 73500 et X 76500) et une électrique (Z 27500). Au 31 août 2014, il est composé de 41 automoteurs, soit respectivement 7 X 4750, 11 X 73500, 14 X 76500 et 9 Z 27500.

#### Acquisitions
En 2010, la région Basse-Normandie commande 15 rames Régiolis bimode et bitension avec un aménagement interieur « Interville » dont la livraison était prévue au moment de la signature du marché entre 2013 et mi-2015.

### Utilisation
Les X 4750 effectuent des relations entre Dreux, Argentan et Granville ainsi qu'entre Caen et Rouen. Les engins circulant sur Dreux - Granville sont acheminés à vide ou sur un train commercial entre Argentan et Caen en fin de semaine.

Les X 73500 circulent sur Caen - Lisieux - Trouville-Deauville - Dives-Cabourg, Caen - Saint-Lô - Coutances ainsi que Caen – Granville en juillet et août. 

Les X 76500 assurent des relations Caen - Rouen, Caen - Saint-Lô - Rennes, Caen - Cherbourg, Caen - Lisieux et Caen - Argentan - Surdon - Alençon - Le Mans. 

Les Z 27500 circulent sur toutes les lignes électrifiées autour de Caen. Ils assurent donc des relations sur Trouville-Deauville - Lisieux - Caen - Cherbourg ou Saint-Lô.

### Parc

#### Automotrices électriques
Ces engins ont été livrés à l'origine à trois caisses et se sont vus ajouter une quatrième entre février et décembre 2010.

### Matériel Passé
Le parc a été composé de six rames inox omnibus 88 (RIO 88) de 4 caisses rénovées en 1999.

## Projets à venir
Le contrat de plan État-région pour la période 2000-2006 prévoyait la construction d'une ligne de 9 km pour desservir le Mont-Saint-Michel depuis la gare de Pontorson - Mont-Saint-Michel sur la ligne de Lison à Lamballe. Ce raccordement a déjà existé avant-guerre sous le régime juridique d'un tramway, exploité avec des trains à vapeur et des autorails par les Chemins de fer Normands (C.F.N.) jusqu'à la fermeture en 1938. L'État s'était engagé à prendre en charge à 100 % les 33 500 000 francs du coût de ce projet, mais en revanche, l'État ne voulait pas soutenir la Région dans la modernisation lourde de la ligne de Lison à Lamballe. La Région ayant prévu d'apporter 236 500 000 francs, un reliquat de 190 000 francs restait toutefois sans financement.
Dans le but d'engager des réflexions sur le développement futur du TER Basse-Normandie et sous l'impulsion de l'augmentation de la fréquentation de 33 % entre 2004 et 2009 qui est supposée se poursuivre dans l'avenir, la Région a commandé un papier d'idées à la société de conseil spécialisée Egis Rail, élaboré en 2009 et publié sous le titre « Le plan ferroviaire pour la Basse-Normandie RAIL 2020 ». Il ne s'agit ici pas de projets à proprement parler, puisqu'au moment de la publication, les mesures proposées n'ont pas encore fait l'objet d'analyses socio-économiques et encore moins de décisions concrètes, sans parler de la question du financement. Les possibles projets sont toutefois chiffrés, les périodes de leur mise en œuvre sont inscrites dans un calendrier, et les stratégies pour parvenir à leur réalisation sont examinées.
En fonction des circonstances et des analyses socio-économiques à venir, les décideurs auront le choix entre un projet maximal, avec construction d'une ligne à grande vitesse depuis l'Île-de-France et l'électrification de l'ensemble des lignes, et des projets individuels s'inscrivant toutefois dans une logique de développement cohérente. Le plan RAIL 2000 tient compte de quatre priorités politiques formulées par le Conseil régional de Basse-Normandie : « Rapprocher la Basse-Normandie de l’Île-de-France et la connecter au réseau TGV ; préparer le TER de demain ; rendre le train encore plus simple et plus accessible ; engager une politique volontariste en matière de développement durable ». Le Conseil régional veut ainsi « favoriser un développement significatif de l’usage du transport ferroviaire par rapport au transport routier, tant pour les voyageurs (TER) que pour les marchandises ; contribuer à la maîtrise des consommations d’énergie non renouvelable dans les transports ; apporter une réponse aux besoins croissants de déplacement en transport public des Bas-Normands ».
Concrètement, le plan RAIL 2000 définit quinze projets ou « chantiers ». Cinq portent sur la modernisation des lignes principales, y inclus les lignes Paris - Caen - Cherbourg et Paris - Argentan - Granville déjà modernisées pendant les années 1990 (voir le chapitre « Histoire » ci-dessus). Deux autres projets vont plus loin et portent sur la réouverture au service voyageurs de deux lignes, Caen - Flers et Glos-Montfort - Honfleur, cette dernière en priorité pour le tourisme en raison du potentiel estimé faible. S'y ajoute l'amélioration de la desserte ferroviaire Paris - Chartres - Le Mans, qui concernent trois gares basses-normandes. Puis, l'électrification globale du réseau bas-normand est examinée ; actuellement, hormis cette dernière ligne, seul l'axe Paris - Cherbourg avec l'antenne de Trouville - Deauville est électrifié. Viennent ensuite des réflexions sur le matériel roulant de l'avenir et des projets destinés à renforcer le développement global des transports ferroviaires régionaux en Basse-Normandie. Ces projets visent l'amélioration de l'offre ; le développement de l'intermodalité ; la modernisation des gares ; l'accessibilité aux personnes handicapées ; et une meilleure adaptation de l'offre aux besoins du tourisme.